# Henning Larsen
Henning Larsen (20. srpna 1925, Opsund – 22. června 2013, Kodaň) byl dánský architekt, mezinárodně známý díky budově ministerstva zahraničních věcí v Rijádu a budově kodaňské opery.

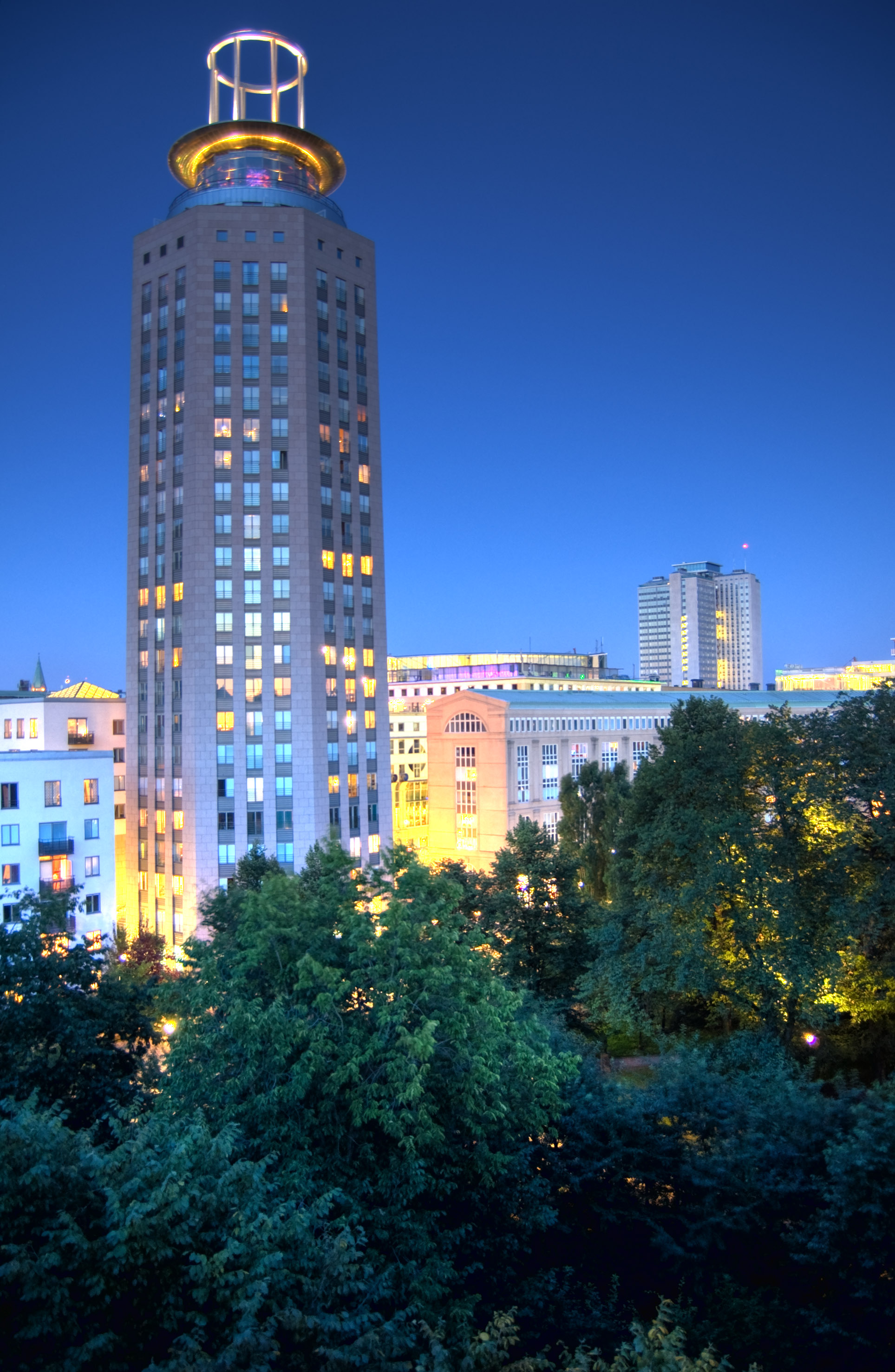
Söder Torn

## Život
Studoval na Královské dánské akademii výtvarných umění, kterou dokončil v roce 1952. Následně pokračoval ve studiu na Architectural Association School of Architecture a Massachusetts Institute of Technology. Mezi jeho učitele patřili Arne Jacobsen a Jørn Utzon.
Založil architektonickou firmu nesoucí jeho jméno, Henning Larsen Architects (dříve Henning Larsens Tegnestue A/S). V letech 1968 až 1995 působil jako profesor architektury na Dánské královské akademii výtvarných umění. V roce 1985 založil galerii architektury SKALA a souběžně vydávaný architektonický časopis, oba subjekty pokračovaly v činnosti až do roku 1994.

## Dílo
- 1968 Kampusové centrum v Dragvollu na Norské univerzitě vědy a techniky v Trondheimu
- 1979 Dánské velvyslanectví, Rijád
- 1982–87 Obchodní akademie a rezidence, Frederiksberg
- 1982–84 Ministerstvo zahraničních věcí, Rijád
- 1984–85 Knihovna Gentofte
- 1992 Møllerovo centrum pro další vzdělávání, Churchill College, Cambridge
- 1997 Rozšíření Nová glyptotéka Carlsbergu
- 1995 Egebjerggård, Ballerup
- 1994–1999 Rozšíření městské knihovny v Malmö
- 1999 Sídlo společnosti Nordea, Kodaň
- 2004 Kodaňská opera
- 2004 IT Kodaňská univerzita
- 2007 Musikens Hus (Dům hudby), Uppsala, Švédsko
- 2004–2007 Budova Rolanda Levinského jako součást Plymouthské univerzity, Anglie
- 2008–2011 Sídlo časopisu Der Spiegel, HafenCity, Hamburk, Německo
- 2008-2011 Harpa (koncertní sál a konferenční centrum), Reykjavík, Island